# August Prosenik
August Prosenik, né le 26 août 1916 à Obrežje (actuelle Slovénie, qui en 1916 faisait partie de l'Empire austro-hongrois, et qui en 1920 se rattachait à la Yougoslavie) et le 22 juillet 1975 à Zagreb, en Croatie, une des six républiques de la République socialiste fédérale de Yougoslavie, est un ancien coureur cycliste yougoslave.

## Le premier vainqueur de laCourse de la Paix
Quand August Prosenik, mécanicien de profession, prend le 1er mai 1948 à Varsovie le départ de la première Course de la Paix cycliste, au sein de l'équipe Yougoslavie « 1 », il a 32 ans et n'est pas un inconnu en Europe centrale. En 1936, il avait fait partie de la délégation yougoslave qui prit part aux Jeux de Berlin. Il se classa à la 13e place de l'épreuve sur route. En 1937, il remporta le premier Tour de Yougoslavie et, deux années plus tard, le Tour de Serbie. Comme la plupart des coureurs de sa génération, sa carrière cycliste s'arrêta de 1939 à 1946, date à laquelle il remporte le Tour de Roumanie. Au printemps 1948, que la course bicéphale Varsovie-Prague et Prague-Varsovie se terminât par la victoire de deux coureurs yougoslaves a été pour eux comme pour la course un événement.
Mais, dès la fin du mois de juin 1948, intervint la rupture entre Staline et Tito. August Prosenik et Alexandre Zorić firent encore partie, avec Antonio Strain et Milan Poredski, de la sélection cycliste des sportifs yougoslaves aux Jeux de Londres qui termina 10e de l’épreuve par équipes, mais ne finirent pas l'épreuve sur route. Leur carrière internationale prit alors fin. Les organisateurs de la Course de la Paix, qui n'avait pas d'ailleurs pas encore ce nom, tinrent à l'écart les cyclistes yougoslaves pendant plusieurs années.

### Palmarès
- 1934
  -  Champion de Yougoslavie sur route juniors
- 1936
  -  Champion de Yougoslavie sur route
  - 12e aux Jeux olympiques de Berlin de la course sur route[3]
- 1937
  -  Champion de Yougoslavie sur route
  - Tour de Yougoslavie
  - Beograd-Sofia
- 1938
  - Sofia-Beograd
- 1939
  - Tour de Serbie :
    - Classement général
    - 1rea étape
- 1940
  -  Champion de Yougoslavie sur route
- 1946
  - Tour de Roumanie
- 1947
  -  Champion des Balkans du contre-la-montre par équipes (avec Milan Poredski et Aleksandar Strain)
  - Belgrade-Budapest[4]
  -  Médaillé d'argent du championnat des Balkans sur route
- 1948
  - Trieste-Varna
  - Champion des Balkans
  - Course de la Paix
    - Classement général
    - 2e étape

  - 2e du Tour de Yougoslavie
  -  Médaillé d'argent du championnat des Balkans sur route

### Sur la Course de la Paix 1948
August Prosenik  remporte la section Varsovie-Prague, disputée en 5 étapes. Il termine 3e à Lodz, 1er à Wroclaw, 3e à Jelenia-Gora, 4e à Liberec, 4e à Prague : une présence de tous les jours, près de 5 minutes d'avance sur le deuxième, le Polonais Roman Siemanski, plus de 11 minutes d'avance sur le 5e, Jan Veselý, qui s'affirma l'année suivante.